# Schräge Musik

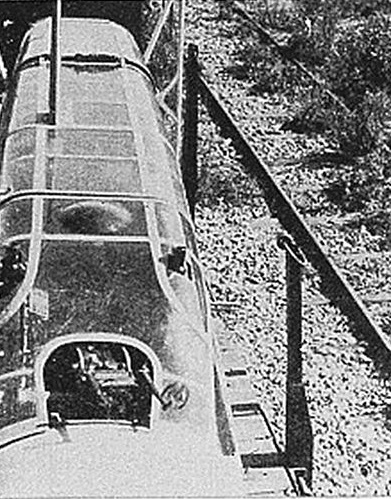
Schräge Musik, Einbau in einer Bf 110 (rechts und links am Kabinendach sind die Mündungen zu sehen)

Schräge Musik – auch schräge Nachtmusik – ist die Bezeichnung für eine deutsche Waffentechnik zur Zeit des Zweiten Weltkrieges, bei der Maschinengewehre oder Maschinenkanonen schräg nach vorn oben gerichtet in einen Nachtjäger eingebaut wurden. Mit Hilfe der schrägen Musik wurden britische Nachtbomber, die keinen nach unten wirkenden Waffenstand aufwiesen, angegriffen, ohne eine eigene Gefährdung eingehen zu müssen. 
Die Bezeichnung leitete sich aus der schrägen Anordnung der Waffen ab. „Schräge Nachtmusik“ ist eine Anspielung auf die Verwendung in Nachtjägern. 

## Funktionsweise

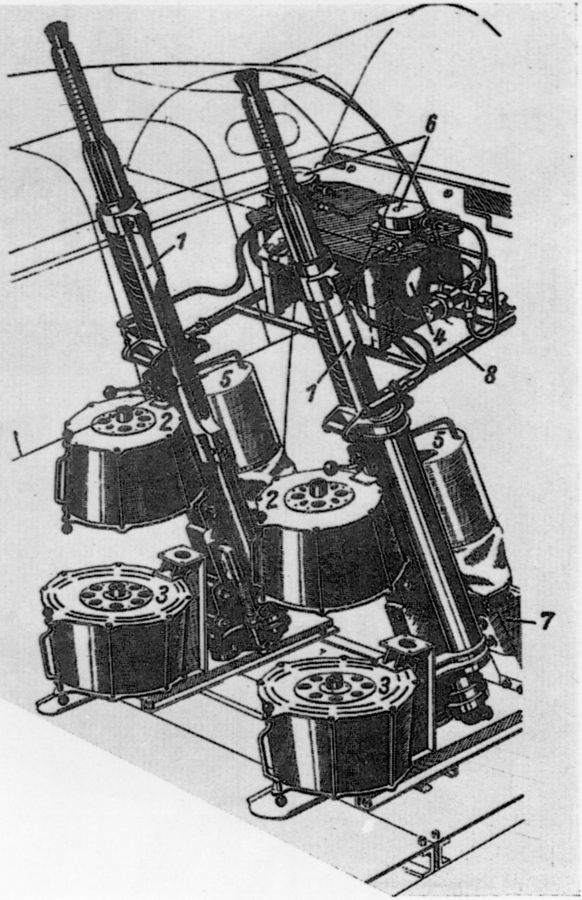
Schnittzeichnung

Die Nachtjäger flogen die Bomber an, sobald sie Funkmess- oder Sichtkontakt hatten. Beim Angriff näherte sich der angreifende Nachtjäger dem feindlichen Bomber von hinten-unten und flog dann unterhalb und leicht hinter dem Gegner auf einem Parallelkurs. Durch das Unterfliegen von feindlichen Bombern konnte mit den nach oben gerichteten MGs unbehelligt gefeuert werden, da sich der Jäger im toten Winkel sowohl der Abwehrbewaffnung als auch der üblichen Beobachtungspositionen des gegnerischen Bombers befand.
Da die in einem etwa 70-Grad-Winkel nach oben wirkenden Bordwaffen starr eingebaut waren, musste der Pilot das ganze Flugzeug ausrichten, um den Bomber anzuvisieren. Gezielt wurde mit einem im Kabinendach angebrachten optischen Reflex-Visier auf eine Tragfläche des Bombers; das Ziel war, die Motoren und den Treibstoff in Brand zu schießen. Auf den Rumpf durfte nicht gezielt werden, da die Bombenladung getroffen werden und explodieren konnte; der Nachtjäger wäre dann verloren gewesen. Ein kurzer Feuerstoß aus Spreng- und Brandmunition genügte im Regelfall, um den Bomber in Brand zu schießen und zum Absturz zu bringen. Auf Leuchtspurmunition wurde bewusst verzichtet, um nicht aufzufallen. Vom Ziel gelöst wurde nach dem Abfeuern dann in Gegenrichtung zur angegriffenen Tragfläche abgedreht, um nicht vom abstürzenden Bomber getroffen zu werden.
Viele Bomberbesatzungen dachten, dass sie von der Flak und nicht von einem Nachtjäger getroffen worden waren.

## Entwicklung
Erste Experimente soll es von den Briten schon im Ersten Weltkrieg gegeben haben, unter anderem wurde dieses Prinzip verwendet, um die höher fliegenden Zeppeline anzugreifen. Darüber hinaus gibt es nur wenig Kenntnisse. Bekannt ist allerdings, dass die Montierungen der MGs auf den oberen Tragflächen ähnlich der schrägen Musik verwendet wurden. Die MGs mancher Baumuster, z. B. S.E. 5, konnten zum Laden aus der Richtung parallel zur Flugzeuglängsachse heruntergekippt werden. Sie konnten aber auch in jedem Winkel arretiert werden. Albert Ball und andere erprobten mithilfe dieser Vorrichtung erfolgreich den Beschuss von Luftschiffen von schräg-unten bei gleichzeitigem Geradeausflug. Spätere Muster wie die Sopwith Dolphin wurden gelegentlich standardmäßig mit einer fest montierten Vorform der schrägen Musik ausgerüstet und für die Abwehr von deutschen Luftschiffen und Großflugzeugen eingesetzt.
Im Zweiten Weltkrieg könnte das Konzept von der sogenannten Becker-Angriffsmethode abgeleitet worden sein, bei der ein Jäger von hinten unten sein Ziel angriff, um dann zum Feuern hochzuziehen und anschließend nach Abschluss wieder wegzutauchen. Einziger Nachteil dieser Methode war die Gefahr, beim Hochziehen wieder in den Feuerbereich des gegnerischen Heckschützen zu gelangen.
Deutsche Jäger konnten mitunter minutenlang unentdeckt unterhalb eines Bombers fliegen, was zu Überlegungen führte, wie man den Bomber beschießen könnte, ohne diese sichere Position zu verlassen.
Heutzutage gilt Oberleutnant Rudolf Schoenert, damals Staffelkapitän der II./Nachtjagdgeschwader 5 (kurz II./NJG 5), als der erste, der diese Entwicklung maßgebend vorantrieb. Er experimentierte zuerst mit einem Nachtjäger Do 17 Z-10 Kauz-III und baute zwei MG 15 im Kaliber 7,92 mm ein; große Beachtung wurde dem aber von keiner Seite geschenkt. Bereits 1941 und 1942 versuchte er, seine Vorgesetzten und Jägerasse von dieser Technik zu überzeugen, blieb damit aber weitestgehend erfolglos. Erst im Juli 1942, bei der Verleihung des Ritterkreuzes des Eisernen Kreuzes an Schoenert, versuchte er es erneut und hatte Erfolg – der damalige General der Nachtjagd, Generalmajor Kammhuber, stimmte offiziellen Versuchen zu. Die Versuche zogen sich bis Mitte 1943 hin; das Konzept der schrägen Musik bewährte sich. Im Mai 1943 verzeichnete Schoenert seinen ersten anerkannten Schräge-Musik-Abschuss mit einer Bf 110, in die zwei 20-mm-MG FF/M eingebaut worden waren.
Im Juni 1943 waren dann auch die Modifikation an der Do 217N und der Ju 88 C beendet; es wurden vier bzw. zwei 20-mm-Kanonen des Typs MG 151/20 in schräger Anordnung im Rumpf hinter dem Cockpit eingebaut. Es wurde darüber hinaus an der Entwicklung eines automatisch auslösenden Waffensystems mit der Bezeichnung SG 116 gearbeitet, das jedoch nicht zum Einsatz kam.
Es gab mehrere Flugzeugführer, die unabhängig und gleichzeitig mit Schoenert mit dieser Idee experimentierten, unter anderem Hauptmann Prinz Heinrich zu Sayn-Wittgenstein vom IV./Nachtjagdgeschwader 5, der an der Ostfront im Einsatz war. Im März 1943 baute er in seine Maschine zwei MG FF/M ein, machte Probeschüsse und konnte die Waffe anschließend erfolgreich gegen sowjetische Bomber einsetzen.
Die schräge Musik war als reine Nachtjägerwaffe konzipiert; eine Anwendung gegen bei Tage fliegende Bomber war in vielerlei Hinsicht unmöglich, da das Konzept auf einer Nichtentdeckung des eigenen Flugzeuges basierte. Die meisten der für den Nachteinsatz verwendeten britischen Bomber verfügten über keine ausreichende untere Verteidigung; hingegen waren in der Regel die bei Tage angreifenden Bomber amerikanische Maschinen, die über einen unterseitigen Waffenstand verfügten, der ein unbemerktes Annähern und Einnehmen der Schussposition unmöglich machte. Zudem war eine niedriger fliegende Maschine nur nachts gegen den dunklen Grund schwer zu sehen, ein Umstand, der bei Tageslicht wegfiel. Auch war der Einbau der Bewaffnung in die kleineren einmotorigen Tagjäger nicht möglich, da nicht ausreichend Raum vorhanden war oder aufwendige Konstruktionsarbeiten erforderlich gewesen wären.

## Einsatz
Es dauerte mehrere Monate, bis die Umrüstsätze für die Masse der Nachtjäger verfügbar waren. Mitte 1944 war insgesamt etwa ein Drittel aller Nachtjäger entsprechend nachgerüstet. In Serie wurde die schräge Musik ab Mitte/Herbst 1944 in die Nachtjäger eingebaut. Die Zahl der damit bewaffneten Nachtjäger wäre noch größer gewesen, wenn das Potential dieser Bewaffnung vom Reichsluftfahrtministerium frühzeitig erkannt worden wäre. Auch wurden geeignete Maschinen wie die He 219 nicht in größerer Stückzahl gebaut, oder, wie die Ta 154 aufgrund von Konstruktionsproblemen nie einsatzreif. Beide Modelle hätten mehrheitlich mit schräger Musik ausgerüstet werden sollen.
Schräge Musik wurde in größerem Umfang zum ersten Mal in der Nacht vom 17. auf den 18. August 1943 eingesetzt, als britische Bomber in drei Wellen Peenemünde angriffen (Operation Hydra). Nur die letzte Welle wurde von einer größeren Anzahl Nachtjäger entdeckt und bekämpft, da der Hauptteil (213 Nachtjagdmaschinen) über Berlin durch ein Täuschungsmanöver von acht Mosquitos abgelenkt wurde und so verspätet den Angriff auf Peenemünde bekämpfte. Trotzdem gingen 40 der 166 eingesetzten britischen Bomber (24,1 Prozent) verloren.
Die schräge Musik blieb bis Ende 1943 von den Alliierten unbemerkt, obwohl die Flugzeugverluste auffällig anstiegen. Da die verwendete Munitionsmischung neben Sprengmunition auch panzerbrechende Munition enthielt, kam es bei den angegriffenen Bombern zwangsläufig zu Tragflächendurchschüssen. Anhand dieser Durchschüsse konnte bei beschädigt heimgekehrten Bombern leicht der Schusswinkel des Angreifers bestimmt werden. Wäre nur Sprengmunition verwendet worden, so wären keine Austrittslöcher an der Oberseite der Tragfläche entstanden, und das Angriffsverfahren schräge Musik wäre länger geheim geblieben.

## Gegenmaßnahmen
Erste Versuche von Gegenmaßnahmen waren die Anbringung von kleinen Sichtfenstern und Abwehrbewaffnungen im gefährdeten Bereich. Allerdings war dies wenig erfolgreich, da die Sicht nur sehr eingeschränkt war und die Waffentürme die Geschwindigkeit des Flugzeugs verringerten. Daraufhin erfolgten Versuche mit radarbasierten Lösungen. Das schon im Einsatz befindliche Heckwarnradar Monica war von geringem Nutzen, da es nicht weit genug nach unten gerichtet werden konnte; auch hatten die deutschen Techniker ein passives Radar namens Flensburg zur genauen Anpeilung des gegnerischen Radars entwickelt, was den Alliierten aber erst im Juli 1944 bekannt wurde, als ein damit ausgerüsteter Nachtjäger des Nachtjagdgeschwaders 2 vom Typ Ju 88 G-1 versehentlich in Großbritannien landete. 
Erfolgreicher war der Einbau eines modifizierten H2S-Bodenradars im gefährdeten Heckbereich, mit dem man dicht hinter oder unter dem Flugzeug manövrierende Nachtjäger auf einem Zusatzbildschirm erkennen konnte. Diese Fishpond modification genannte Ausrüstung wurde im Bomber Command großflächig bis Mitte Herbst 1944 eingeführt und bewirkte einen Rückgang der britischen Flugzeugverluste.

## Flugzeugtypen mit schräger Musik
- Do 217N: 4 × 20-mm-MG 151/20
- Fw 189: 1 × 20-mm-MG 151/20, Einsatz überwiegend an der Ostfront
- He 219: 2 × 30-mm-MK 108
- Ju 88 C/G: 1 ×, später 2 × 20-mm-MG 151/20 mit je 200 Schuss
- Ju 388 J: 2 × 30-mm-MK 108
- Bf 110 G-4: 2 × 20-mm-MG FF/M
- Me 262 B-2: 2 × 30-mm-MK 108
- Ta 154: 2 × 30-mm-MK 108